# Яськово (Піський повіт)
Яськово (пол. Jaśkowo, нім. Reiherswalde) — село в Польщі, у гміні Піш Піського повіту Вармінсько-Мазурського воєводства.
Населення — 152 особи (2011).
У 1975-1998 роках село належало до Сувальського воєводства.

## Демографія
Демографічна структура станом на 31 березня 2011 року:
|          | Загалом | Допрацездатний вік | Працездатний вік | Постпрацездатний вік |
| -------- | ------- | ------------------ | ---------------- | -------------------- |
| Чоловіки | 78      | 20                 | 54               | 4                    |
| Жінки    | 74      | 15                 | 51               | 8                    |
| Разом    | 152     | 35                 | 105              | 12                   |